# Bruno Gonçalves (2003)
Bruno Gonçalves de Jesus (São Paulo, 14 maart 2003), voetbalnaam Bruninho, is een Braziliaans voetballer die onder contract staat bij Red Bull Bragantino. 

## Clubcarrière
Gonçalves genoot z'n jeugdopleiding bij Red Bull Bragantino. In 2020 en 2021 speelde hij 23 wedstrijden voor Red Bull Brasil, het reservenelftal van de club, in de Campeonato Paulista Série A2 (het tweede niveau van het staatskampioenschap voetbal van de staat São Paulo). Op 14 augustus 2021 maakte hij z'n officiële debuut voor het eerste elftal van Red Bull Bragantino: in de competitiewedstrijd tegen Esporte Clube Juventude (1-2-nederlaag) mocht hij in de 84e minuut invallen voor Alerrandro.

### Cercle Brugge
In juli 2024 werd Bruninho voor een seizoen uitgeleend aan de Belgische eersteklasser Cercle Brugge, die een aankoopoptie bedong in het huurcontract. Bruninho scoorde tijdens zijn eerste basisplaats, op 11 augustus tegen Beerschot. Op 24 oktober maakte hij zijn debuut in de Conference League tegen Víkingur Reykjavík. Hij liep in november 2024 op training een meniscusblessure op, waardoor hij drie maanden aan de kant stond.